# Двигатель Nissan CG

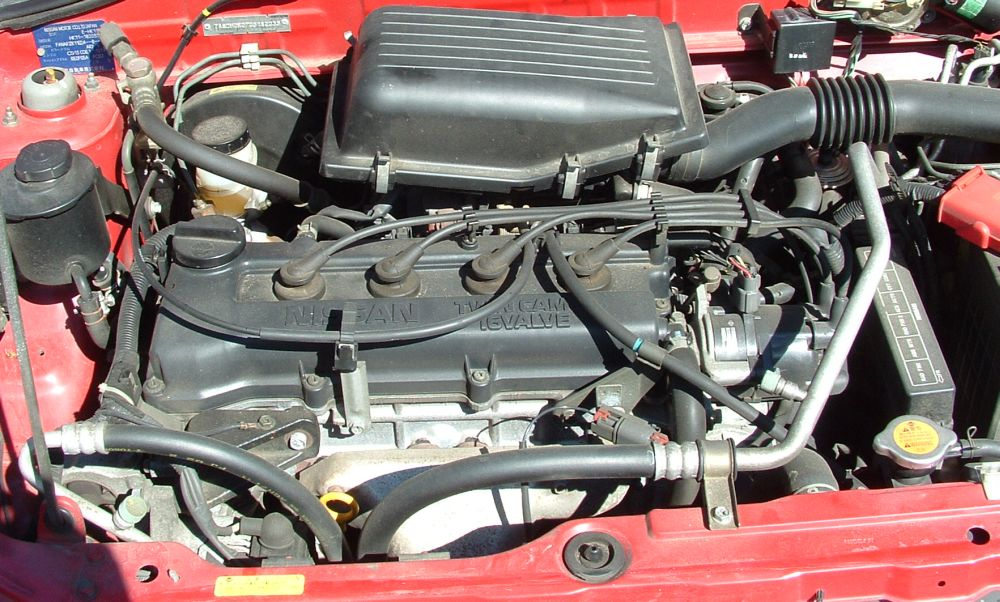
CG13DE

Nissan CG — серия рядных четырёхцилиндровых бензиновых двигателей внутреннего сгорания объёмом 1,0—1,3 л (998—1348 см3), выпускавшихся компанией Nissan с 1992 по 2002 год.

## Описание
Двигатели Nissan CG сделаны из алюминия. Клапанный механизм DOHC, всего 16 клапанов. Двигатель устанавливался на Nissan March/Micra K11. У всех двигателей инжекторная система подачи топлива. Красная зона при 7300 об/мин.
Также двигатель устанавливался на вилочные погрузчики.

## CG10DE
Двигатель CG10DE объёмом 1,0 л (998 см3) выпускался с января 1992 года. Устанавливался на Nissan Micra K11.

## CG13DE
Двигатель CG13DE объёмом 1,3 л (1275 см3) выпускался с января 1992 года. В 2000 году в большинстве стран он был заменён двигателем CGA3DE.

## CGA3DE
Двигатель CGA3DE объёмом 1,3 л (1348 см3) выпускался с ноября 1999 по 2002 год. Его мощность составляла 63 кВт (85 л. с.) при 6000 об/мин, а крутящий момент — 120 Н⋅м при 4000 об/мин. С мая 2001 по сентябрь 2002 года двигатель устанавливался на Nissan Cube.

## Технические характеристики
| Код    | Транспортное средство           | Годы производства   | Объём            | Диаметр цилиндра x ход поршня | Мощность при 6000 об/мин | Крутящий момент         | Особенности                                |
| ------ | ------------------------------- | ------------------- | ---------------- | ----------------------------- | ------------------------ | ----------------------- | ------------------------------------------ |
| CG10DE | K11 March/Micra                 | 1992—1999           | 1,0 л (998 см3)  | 71 мм × 63 мм                 | 40 кВт (55 л. с.)        | 79 Н⋅м при 4000 об/мин  | MPFI                                       |
| CG10DE | K11 March/Micra                 | 2000—2002           | 1,0 л (998 см3)  | 71 мм × 63 мм                 | 44 кВт (60 л. с.)        | 80 Н⋅м при 4000 об/мин  | MPFI, прерыватель-распределитель зажигания |
| CG13DE | K11 March/Micra Z10 Nissan Cube | 1992—2002 1998—2000 | 1,3 л (1275 см3) | 71 мм × 80,5 мм               | 55 кВт (75 л. с.)        | 103 Н⋅м при 4000 об/мин | MPFI                                       |
| CGA3DE | K11 March/Micra Z10 Nissan Cube | 2000—2002           | 1,3 л (1348 см3) | 72 мм × 82,8 мм               | 60 кВт (82 л. с.)        | 108 Н⋅м при 2800 об/мин | MPFI, прерыватель-распределитель зажигания |